# 5166 Olson
Az 5166 Olson (ideiglenes jelöléssel 1985 FU1) a Naprendszer kisbolygóövében található aszteroida. Edward L. G. Bowell fedezte fel 1985. március 22-én.